# Іден (Південна Дакота)
Іден (англ. Eden) — місто (англ. town) в США, в окрузі Маршалл штату Південна Дакота. Населення — 94 особи (2020).

## Географія
Іден розташований за координатами 45°37′0″ пн. ш. 97°25′11″ зх. д. / 45.61667° пн. ш. 97.41972° зх. д. (45.616766, -97.419712).  За даними Бюро перепису населення США в 2010 році місто мало площу 0,40 км², уся площа — суходіл.

## Демографія
Згідно з переписом 2010 року, у місті мешкало 89 осіб у 48 домогосподарствах у складі 29 родин. Густота населення становила 224 особи/км².  Було 63 помешкання (158/км²).
Расовий склад населення:
| - 97,8 % — білих |

До двох чи більше рас належало 2,2 %. Частка іспаномовних становила 0,0 % від усіх жителів.
За віковим діапазоном населення розподілялося таким чином: 10,1 % — особи молодші 18 років, 61,8 % — особи у віці 18—64 років, 28,1 % — особи у віці 65 років та старші. Медіана віку мешканця становила 50,8 року. На 100 осіб жіночої статі у місті припадало 128,2 чоловіків;  на 100 жінок у віці від 18 років та старших — 142,4 чоловіків також старших 18 років.
Середній дохід на одне домашнє господарство  становив 40 857 доларів США (медіана — 31 875), а середній дохід на одну сім'ю — 54 122 долари (медіана — 66 250). Медіана доходів становила 29 792 долари для чоловіків та 45 357 доларів для жінок. За межею бідності перебувало 15,1 % осіб, у тому числі 0,0 % дітей у віці до 18 років та 17,6 % осіб у віці 65 років та старших.
Цивільне працевлаштоване населення становило 52 особи. Основні галузі зайнятості: освіта, охорона здоров'я та соціальна допомога — 23,1 %, будівництво — 17,3 %, виробництво — 15,4 %.